# Richard Neile
Richard Neile (1562-31 octobre 1640) est un ecclésiastique anglican.
Il occupe successivement les postes de doyen de Westminster (1606-1610), d'évêque de Rochester (1608-1610), Lichfield et Coventry (1610-1614), Lincoln (1614-1617), Durham (1617-1628) et Winchester à partir de 1628. Il devient archevêque d'York en 1631 et occupe ce poste jusqu'à sa mort.